# 庙沟镇 (吴起县)
庙沟镇，是中华人民共和国陕西省延安市吴起县下辖的一个乡镇级行政单位。
2015年，陕西省民政厅批复同意撤销庙沟乡，设立庙沟镇。

## 行政区划
庙沟镇下辖以下地区：
吴水口村、中台村、柳沟村、楼房掌村、走马城村、黄湫岔村、曾岔村、姚桥村、杜大岔村、三合掌村、李崾岘村和米渠村。